# Playfair Mountains
Die Playfair Mountains sind eine Gruppe von Bergen im südöstlichen Palmerland im Süden der Antarktischen Halbinsel. Sie erstrecken sich zwischen dem Swann- und dem Squires-Gletscher.
Erkundet und aus der Luft fotografiert wurden sie erstmals von Teilnehmern der United States Antarctic Service Expedition (1939–1941). Der United States Geological Survey kartierte sie anhand eigener Vermessungen und Luftaufnahmen der United States Navy aus dem Zeitraum zwischen 1961 und 1967. Das Advisory Committee on Antarctic Names benannte sie 1968 nach dem britischen Mathematiker und Geologen John Playfair (1748–1819).